# Louis B. Allyn
Lewis B. Allyn (död 1940, mördad) var en amerikansk kemiprofessor. Han var lärare vid Westfield Teachers College och bidrog som livsmedelsexpert för tidningen McClure's vid tidpunkten för mordet. Hans mord är ouppklarat.